# بقية جميلة
بقية جميلة أو زهرة البق الجميلة (الاسم العلمي: Coreopsis pulchra) هو نوع نباتي يتبع جنس البقية من فصيلة النجمية.